# Мне не поверят
«Мне не поверят», другой вариант перевода названия — «Они не поверят мне» (англ. They Won’t Believe Me) — фильм нуар режиссёра Ирвинга Пичела, вышедший на экраны в 1947 году.
В центре внимания фильма находится Ларри Баллентайн (Роберт Янг), который предстаёт перед судом по обвинению в убийстве, рассказывая невероятную историю своей жизни и запутанных отношений с тремя женщинами — женой (Рита Джонсон) и двумя возлюбленными (их играют Джейн Грир и Сьюзен Хейворд) — две из которых в конце концов погибают. Ларри обвиняют в убийстве, однако, по его словам, он никого не убивал и оказался жертвой рокового стечения обстоятельств и собственных ошибок.
Современные критики высоко оценивают картину, отмечая, что она затрагивает классические нуаровые темы запретной любви, моральной неоднозначности, фатализма и рока, во многом перекликаясь с классическим фильмом нуар Билли Уайлдера «Двойная страховка» (1944) и работами писателя и сценариста Джеймса М. Кейна.

## Сюжет
В суде слушается дело об убийстве Верны Карлсон. Адвокат Кэхилл (Фрэнк Фергюсон) произносит страстную речь, в которой признаёт тяжесть обвинения в убийстве в отношении Ларри Баллантайна (Роберт Янг), которое подкрепляется показаниями пятерых ключевых свидетелей, но просит предоставить слово Ларри, чтобы тот мог изложить свою версию произошедшего. Ларри занимает свидетельское кресло и начинает свой рассказ:
Однажды субботним июньским вечером в одном из тихих нью-йоркских кафе Ларри встречался с подругой своей жены, журналисткой Дженис Белл (Джейн Грир). Их регулярные встречи продолжаются уже в течение одиннадцати недель, и за это время между парой сложились тёплые романтические отношения. Возвращаясь домой, Ларри замечает в витрине ювелирного магазина шикарный золотой портсигар и немедленно покупает его для Дженис. Дома его встречает жена Грета (Рита Джонсон) и её богатые родители, которые приехали отметить пятую годовщину свадьбы дочери, и не довольны тем, что Ларри совсем забыл об этой дате. Грета дарит мужу дорогие золотые часы, в свою очередь, чтобы выйти из неловкого положения, Ларри вынужден подарить жене золотой портсигар в знак любви и того, что он помнит и ценит их брак.
Несколько дней спустя в одном из кафе Ларри вновь встречается с Дженис, которая с грустью констатирует, что пару дней назад видела у Греты новый портсигар, подаренный Ларри, после чего поняла одну вещь. Дженис любит Ларри, но не может более обманывать себя по поводу их отношений. Она не хочет быть «субботней девушкой», она хочет иметь либо всё, либо ничего. Однако, по словам Дженис, ради личного счастья она не будет разрушать брак Греты, как впрочем и кого-либо другого. Она говорит, что полюбила не того человека, и единственное, что можно сделать в этой ситуации, это больше не встречаться. Далее Дженис сообщает, что попросила руководство журнала о переводе в Монреаль, куда и уезжает сегодня вечером. Не желая её отпускать, Ларри убеждает Дженис, что любит её. Он говорит, что с Гретой у него всё закончилось уже несколько месяцев назад, и Грета хочет порвать их отношения также, как и он. Далее Ларри заявляет, что за оставшиеся три часа до отхода поезда он разведётся с женой и успеет к поезду, чтобы поехать вместе с Дженис в Монреаль, где они начнут новую жизнь. Они целуются и в приподнятом настроении расстаются до вечера.
Дома Ларри начинает собирать чемодан. Неожиданно возвращается Грета, и Ларри сначала пытается ей соврать, что уезжает в командировку. Грета помогает мужу паковать вещи, при этом давая ему понять, что знает о том, что он уезжает в Монреаль, так как получила и оплатила доставленный ему билет. Тогда Ларри говорит жене, что не просто уезжает в командировку, а уходит от неё. Грета как будто не возражает и даже продолжает складывать вещи в чемодан. По её словам, она понимает, что последнее время Ларри чувствовал себя в Нью-Йорке несчастливо, он был вынужден общаться с её знакомыми и делать то, что нужно было ей. Чтобы сделать жизнь Ларри счастливой, Грета купила для него долю в инвестиционной брокерской компании в Лос-Анджелесе, о чём тот всегда мечтал, и арендовала для них дом в Беверли-Хиллз, и даже успела заказать билеты на поезд. Для Гарри предложение жены оказывается настолько соблазнительным, что он, даже не позвонив Дженис, уезжает с Гретой в Лос-Анджелес. В поезде на вопрос Ларри о том, откуда она узнала, что он уезжает в Монреаль не просто по делам, Грета говорит, что накануне Дженис звонила ей по телефону, чтобы попрощаться, упомянув, что переводится на работу в Монреаль. Кроме того, Грета говорит, что уже давно знала о его субботних встречах с Дженис, и больше не хочет возвращаться к этой теме, так как для неё самым главным является сохранение их брака.
Далее, обращаясь к присяжным, Ларри говорит, что понял, что его брак был контрактом, в соответствии с которым он не может заводить связи на стороне и является частной собственностью жены с отметкой «не приближаться». Когда он женился на Грете, то ему казалось, что он любит её, но вскоре понял, что всё дело было только в деньгах и том материальном благополучии, которые обеспечивал ему этот брак. Ларри продолжает свой рассказ:
В Лос-Анджелесе он стал партнёром в успешной брокерской компании «Трентон и Баллентайн». Шесть месяцев Ларри усердно и увлечённо работал, и вёл образ жизни образцового молодого бизнесмена. Ему казалось, что он обманул всех — клиентов, Грету и себя самого. Только его старший партнёр Трентон (Том Пауэрс) сомневался в Ларри, также как и молодая привлекательная сотрудница офиса Верна Карлсон (Сьюзен Хейворд), которую Ларри охарактеризовал как «особый тип динамита, затянутый в нейлон и шёлк». Но, по словам Ларри, побывав только что «на грани одного взрыва, он стал бояться пороха».
Однажды Трентон пригласил Ларри к себе в кабинет, чтобы сделать замечание по поводу того, что тот не подготовил вовремя необходимые документы для одного из важных клиентов фирмы. В этот момент в кабинет Трентона вошла Верна с копией письма клиенту, которое вчера отправил Ларри. После того, как инцидент был исчерпан, Ларри в коридоре поблагодарил Верну за помощь. Она рассказала, что утром услышала разговор Трентона с клиентом по телефону, после чего быстро составила письмо от имени Ларри и отправила его срочной почтой. Верна отказывается от духов в качестве подарка и просит подвезти её домой на автомобиле, на что Ларри неохотно соглашается. Тем же вечером Верна оказывается в его машине, и Ларри отвозит её домой, а затем заходит, чтобы выпить коктейль. Ларри видит, что Верна очень хорошо осведомлена о его доме, слугах, и размере арендной платы, на что девушка отвечает, что больше всего её интересует то, сколько люди тратят, и такой её интерес называется «охота за богатством». Из разговора становится ясно, что именно по этой причине Верна ранее встречалась с Трентоном. Верна просит пригласить её на ужин, на что Ларри отвечает, что она сделала неверную ставку, так как он сам является охотником за богатством, и потому должен ужинать дома с женой, которая обеспечивает его богатую жизнь. Когда Верна сообщает о звонке Греты, которая просила передать, что вечером будет участвовать в собрании благотворительной лиги, Ларри решает всё-таки поужинать с Верной. Вскоре, словам Ларри, он начинает «играть в прятки с судьбой», посещая вместе с Верной укромные ночные клубы, бары и рестораны, «и в этой игре у него не было шансов на победу». Однажды в одном из ресторанов Ларри встречает Дженис, которую перевели работать на западное побережье. Она снова стала общаться с Гретой, но не желает иметь ничего общего с Ларри, который даже не пытается оправдываться в отношении прошлого, и ведёт себя так, как будто между ними ничего не произошло. В момент их разговора появляется Верна и уводит Ларри с собой.
Однажды поздно вечером, вернувшись с очередного свидания с Верной, Ларри видит, что Грета не спит и дожидается его. Когда он пытается оправдываться, что вернулся с деловой встречи, Грета прямо заявляет мужу, что ей известно о его отношениях с Верной. Далее она сообщает, что купила старое уединённое испанское ранчо в горах и собирается переехать туда жить. Ларри замечает, что она действует очень быстро, на что Грета отвечает, что тем не менее она не в состоянии изменить схему его поведения. Она считает, что в браке потеряла самоуважение, и хотя она может сделать многое, но в её шагах нет смысла. Она не сможет от него уйти, и в случае расставания уходить придётся ему. Грета прямо задаёт вопрос — либо Ларри едет с ней на ранчо, либо начинает всё с нуля со своей подружкой, и просит дать ответ завтра.
На следующий день Ларри встречает Верну в ресторане, говоря, что больше не работает в фирме, так как Грета, узнав об их отношениях, продала его долю обратно Трентону. Верна радуется, что им не надо больше скрываться, и предлагает это отпраздновать. Однако Ларри говорит, что вместе с Гретой уйдут и деньги, и потому им не следует торопиться до тех пор, пока он не найдёт нормальную работу. На прямой вопрос, с кем он останется, Ларри отвечает, что любит Верну, но пока останется с Гретой.
Вновь обращаясь к жюри, Ларри говорит, что не помнит, как они доехали до ранчо, так как находился в эмоциональном беспамятстве, вновь почувствовав себя чужой собственностью, его чувства к жене напоминали чувства заключённого по отношению к тюремщику. По-своему она и была тюремщицей, которая хотела отгородить их обоих от окружающего мира с пометкой «просьба не беспокоить». Ранчо было расположено в отделённой горной долине, и Ларри с Гретой долго добирались до него на автомобиле по просёлочным дорожкам. Однако сам дом был очень красив — его в своё время переоборудовал для своих нужд банкир из Сан-Франциско. В доме есть все необходимые удобства для комфортной жизни, однако нет слуг, и по просьбе Греты отключён телефон, а до ближайшей почты и магазина, где есть телефон, приблизительно три мили.
Несколько месяцев Ларри и Грета жили вполне благополучно. Грета нашла себе друга — «жеребца со слабостью к сладенькому» — и стала регулярно совершать длительные конные прогулки по красивым первозданным окрестностям, в том числе часто ездила к своему любимому месту с небольшим водопадом и рекой внизу обрыва. Иногда её сопровождал и Ларри, который постепенно всё более тяготится такой жизнью и начал подумывать о том, как бы ему связаться с Верной. Однажды Грета предложила ему пригласить на ранчо кого-либо из знакомых и для этого построить небольшой гостевой домик. Ларри увидел в этом шанс вырваться в Лос-Анджелес, заявляя, что в городе у него есть знакомый архитектор, который с удовольствием возьмётся за эту работу. Чтобы созвониться с архитектором, Ларри едет в ближайший магазин, откуда по телефону звонит архитектору, а затем и Верне, договариваясь о встрече с ней.
Приехав в Лос-Анджелес, Ларри ждёт Верну в одном из баров. Когда Верна, наконец, приходит, выясняется, что она уже собралась замуж за Трентона. Ларри отговаривает её, решительно заявляя, что разведётся с Гретой, и вместе с Верной начнёт новую жизнь. Чтобы обеспечить совместную жизнь, Ларри предлагает снять с банковского счёта Греты, в которому он имеет доступ, 25 тысяч долларов. Он выписывает чек на эту сумму, который по его плану Верна должна обналичить в фирме Трентона, и с деньгами они направятся в Рино, где Ларри оформит развод.
Перед уходом из дома Ларри оставляет Грете записку, в которой честно сообщает, что уезжает с Верной и собирается оформить развод, желая Грете счастья. Согласно договорённости Ларри ожидает Верну в сельском магазине около ранчо, куда та должна добраться на автобусе. Верна опаздывает, и Ларри из магазина судорожно начинает звонить в Лос-Анджелес, обращая на себя внимание владельца магазина Томасона (Дон Беддоу). Наконец, Верна появляется в магазине, и нервничающий Ларри сажает её в машину, и они направляются в Рино. По дороге Ларри останавливает машину, чтобы искупаться в горном озере. Они чудесно проводят несколько часов. Перед продолжением пути Верна достаёт небольшое дешёвое колечко, и просит Ларри в знак любви надеть колечко ей на палец. На вопрос Ларри, почему она купила такое дешёвое кольцо, Верна отвечает, что не стала обналичивать чек, и возвращает его Ларри, говоря, что тот может делать с ним всё, что захочет. Подумав секунду, Ларри разрывает чек, решая не начинать новую жизнь с обмана.
Они продолжают путь в Рино протяжённостью в несколько сотен миль, нежно обнимаясь и радуясь счастью. Уже за полночь на пустынной дороге на них неожиданно налетает огромный трейлер, у которого лопнула шина. Машина Ларри вылетает с дороги и загорается. Самого Ларри выбрасывает из машины, а тело Верны обгорает в салоне до неузнаваемости. Ларри попадает в больницу, однако уже на следующий день он приходит в себя. По поводу автоаварии его допрашивает местная полиция, ошибочно заключившая по обручальному кольцу, что Ларри ехал в машине вместе с Гретой. Ларри решает использовать эту ошибку полиции в своих интересах. Он подтверждает, что в аварии погибла его жена, а сам решает поехать на ранчо, чтобы безнаказанно убить Грету и стать наследником всего её состояния.
Как можно быстрее Ларри выписывается из больницы и едет на ранчо, по дороге заезжая в сельский магазин, чтобы выяснить у Томасона, где может находиться его жена. Когда Томасон даёт понять, что он не видел Грету в последние дни и думает, что она погибла, Ларри отправляется на ранчо. Он заходит в дом, берёт в тумбочке пистолет и начинает искать жену, однако в доме её нет. Когда он видит, что в стойле нет любимого жеребца Греты, Ларри догадывается, где её можно найти. Он направляется к водопаду, где видит, что у края обрыва стоит одинокий жеребец, а на земле около него лежит прощальная записка Ларри. Он спускается в овраг и видит разбившуюся Грету, которая покончила жизнь самоубийством, бросившись вниз. Ларри берёт её тело и аккуратно прячет между камнями в горной реке.
После этих событий в состоянии психического помутнения Ларри отправляется в путешествие по Южной Америке, рассчитывая таким образом восстановить свой душевный покой. Он путешествует несколько месяцев, но ему не становится лучше. Наконец, он добирается до Ямайки, где в гостинице неожиданно встречает Дженис, которая прибыла в двухнедельный карибский тур. Между ними довольно быстро восстанавливаются тёплые отношения, и по прибытии в Лос-Анджелес они договариваются поужинать в гостинице, где живёт Дженис.
Приехав в гостиницу немного раньше времени, Ларри видит, как в холле появляется Трентон, который проходит в номер к Дженис. Подобравшись с улицы к окну номера, Ларри подслушивает их разговор, из которого становится ясно, что Трентон специально подослал Дженис к Ларри, чтобы выяснить у него судьбу пропавшей Верны, однако Дженис не может сообщить ему ничего интересного. Сразу после этого события Ларри встречается с Дженис, делая вид, что ему ничего не известно о связи Дженис и Трентона. Вскоре к Ларри приходит Сьюзен Хейнс, девушка, вместе с которой Верна снимала квартиру, и говорит, что Верна задолжала ей 84 доллара за аренду. Сьюзен просит сказать, где она может найти Верну, в противном случае она обратится в полицию. Чтобы избежать вмешательства полиции, Ларри выписывает девушке чек на эту сумму, который оказывается в руках у Трентона. Трентон приглашает Ларри к себе, и показывая ему чек, высказывает предположение, что Ларри убил Верну, потому что она его шантажировала их романом. Трентон просит зайти в кабинет владельца магазинчика Томасона, который сообщает, что видел, как в день автоаварии Верна и Ларри вместе уехали на автомобиле. Прибывший к Трентону лейтенант полиции Карр (Джордж Тайн) подтверждает, что после этого девушку никто не видел. после чего просит Ларри разрешения провести обыск на его ранчо.
На ранчо ни шериф, ни детективы не могут обнаружить ни тела, ни улик. В конце концов Карр предлагает прогуляться по территории, где около водопада один из полицейских замечает лежащего жеребца Греты. Спустившись в овраг, Карр видит, что у жеребца сломаны ноги и даёт приказ пристрелить его. Тем временем один из детективов находит за огромными валунами останки человеческого тела, которое не подлежит идентификации. Так как Грета, по мнению полиции, погибла в автокатастрофе, полиция заключает, что в реке было найдено тело Верны. На этом рассказ Ларри заканчивается.
Судья объявляет перерыв, в ходе которого Дженис навещает Ларри в тюрьме. Она говорит Ларри, что он выступал очень убедительно, и она ему поверила. Дженис рассчитывает, что и присяжные ему поверят и оправдают его. Однако Ларри говорит, что он сам себе уже вынес обвинительный вердикт. В зале суда в тот момент, когда должно быть оглашено решение присяжных, Ларри бросается к окну и пытается выброситься, покончив жизнь самоубийством, однако в этот момент судебный пристав стреляет и убивает его. Судья тем не менее просит огласить вердикт, который гласит «не виновен».

## В ролях
- Сьюзен Хейворд — Верна Карлсон
- Роберт Янг — Ларри Баллентайн
- Джейн Грир — Дженис Белл
- Рита Джонсон — Грета Баллентайн
- Том Пауэрс — Трентон
- Джордж Тайн — лейтенант Карр
- Дон Беддоу — Томасон
- Фрэнк Фергюсон — мистер Кэхилл, адвокат
- Гарри Харви — судья Чарльз Флетчер

## Создатели фильма и исполнители главных ролей
Как отмечает кинокритик Джефф Стаффорд, продюсер фильма Джоан Харрисон была «первоклассным сценаристом», и в этом качестве принимала участие в работе над несколькими фильмами Альфреда Хичкока, среди них «Ребекка» (1940), «Иностранный корреспондент» (1940), «Подозрение» (1941) и «Диверсант» (1942), после чего была продюсером высоко ценимых фильмов нуар Роберта Сиодмака «Леди-призрак» (1944) и «Странное дело дяди Гарри» (1945). В дальнейшем она была продюсером знаменитых телесериалов «Альфред Хичкок представляет» (1957—1962) и «Час Альфреда Хичкока» (1962—1965).
Вместе с Харрисон над фильмом работала сильная творческая группа в составе режиссёра Ирвинга Пичела, сценариста Джонатана Латимера, оператора Гарри Дж. Уайлда и композитора Роя Уэбба. Ирвинг Пичел, известный по приключенческому хоррор-триллеру «Самая опасная игра» (1932), также поставил мелодрамы военного времени «Крысолов» (1942) и «Завтра — это навсегда» (1946), а позднее — фильм нуар «Зыбучий песок» (1950) и научно-фантастический фильм «Место назначения — Луна» (1950). Джонатан Латимер написал сценарии таких успешных фильмов нуар, как «Стеклянный ключ» (1942), «Ноктюрн» (1946), «Большие часы» (1948), «У ночи тысяча глаз» (1948), «Псевдоним Ник Бил» (1949) и «Обвиняемая» (1949), а в 1960-е годы был автором сценария многих эпизодов телесериала «Перри Мейсон» (1957—1966). Оператор Гарри Дж. Уайлд снимал фильмы нуар «Это убийство, моя милочка» (1944), «Загнанный в угол» (1945) и «Ноктюрн» (1946), а позднее — «Женщина на пляже» (1947), «Западня» (1948), «Большой обман» (1949) и «Женщина его мечты» (1951). Наконец, композитор Рой Уэбб написал музыку более чем к 30 фильмам нуар, среди них «Незнакомец на третьем этаже» (1940), «Люди-кошки» (1942), «Это убийство, моя милочка» (1944), «Дурная слава» (1946), «Медальон» (1946), «Из прошлого» (1947), «Перекрёстный огонь» (1947) и множество других.
В картине задействован звёздный актёрский состав, включающий Роберта Янга и трёх актрис в главных женских ролях — Джейн Грир, Сьюзен Хейворд и Риту Джонсон. Роберт Янг "в начале своей карьеры на «Метро-Голдвин-Майер» часто появлялся в романтических комедиях и исторических драмах, играя обходительных, часто беззаботных холостяков или мужчин из высшего общества. Наверное, ещё в большей степени американская аудитория помнит его как добродушного отца из семейного ситкома «Папа лучше знает» (1954—1960), а также как доброго доктора Маркуса Уэлби из одноимённого телесериала АВС 1969—1976 годов. Среди редких работ Янга в жанре нуар можно отметить триллер Хичкока «Секретный агент» (1936), драму Эдварда Дмитрика «Перекрёстный огонь» (1947) и фильм «Другая женщина» (1950).
В 1948—1956 годах Сьюзен Хейворд четырежды номинировалась на Оскар за главные роли, и наконец, в 1959 года получила эту награду за главную роль в криминальной драме «Я хочу жить!» (1958). Она также сыграла заметные роли в таких фильмах нуар, как «Среди живущих» (1941), «Крайний срок — на рассвете» (1946) и «Дом незнакомцев» (1949). «Джейн Грир после небольшой роли соблазнительницы в малоизвестном нуаре на тему амнезии „Мужество в два часа“ (1945), сыграла в этом фильме более существенную роль положительной девушки. В дальнейшем она исполнила заметные роли в фильмах нуар „Из прошлого“ (1947), „Большая кража“ (1949), „Круг её общения“ (1950), „Команда“ (1973) и „Несмотря ни на что“ (1984)». Рита Джонсон играла преимущественно в лёгких мелодрамах и комедиях, таких как «А вот и мистер Джордан» (1940) и «Майор и малютка» (1942), среди её работ в жанре нуар — картины «Большие часы» (1948) и «Спи, моя любовь» (1948).

## Оценка фильма критикой

### Общая оценка фильма
Современные критики почти единодушно дают фильму высокую оценку. Джефф Стаффорд считает картину «зачастую не замечаемым маленьким шедевром фильмов категории В», который «содержит достаточно неожиданных сюжетных поворотов на несколько саспенс-триллеров», отметив, что «большой вклад в его результат вносит собранная творческая группа — все опытные специалисты в жанре нуар». Майкл Ф. Кини называет фильм «увлекательной историей аморального подонка и трёх его женщин, с каждым из которых судьба играет свою злую шутку», Джонатан Розенбаум — «образцовым нуаром с чертами, напоминающими как о Хичкоке, так и о Джеймсе М. Кейне», а Тед Шен — «впечатляющим, ставшим культовым, фильмом нуар».
Крейг Батлер пишет, что «хотя фильм содержит многовато отзвуков подлинных шедевров жанра фильм нуар, особенно, „Двойной страховки“, тем не менее, это сам по себе очень хороший криминальный триллер. Картина в значительной степени опирается на сюжет (что обычно для жанра), что выступает и как благо, и как проклятие — неожиданные сюжетные повороты захватывают, но они при этом слегка надуманны, и это может отвратить часть зрителей». По словам критика Денниса Шварца, это «выдающаяся нуаровая мелодрама, история адюльтера, по своей природе близкая загадкам Хичкока или суровой „Двойной страховке“ Джеймса М. Кейна». При этом «в фильме слишком много натяжек, особенно, чересчур умный сюжетный поворот в финале», но в целом фильм производит «сильное впечатление своей полной напряжения историей с горько-сладким привкусом».
Журнал TimeOut так пишет о фильме: «Мужчина (Роберт Янг) приходит в сознание после автоаварии и понимает, что идеальное преступление теперь возможно: любой фильм с такой сценой обречён на успех. С этого момента тревожная атмосфера этого редкого нуарового триллера быстро сгущается, демонстрируя фирменный аромат мира Джеймса М. Кейна, в котором женщины в буквальном смысле взрывоопасны: „Она была особым видом динамита, аккуратно упакованным в нейлон и шёлк… Но я боялся пороха“, — говорит Янг». Далее журнал пишет: «Джейн Грир и Сьюзен Хейворд по очереди искушают Янга (бесхребетную вошь), пытаясь увести от его богатой жены (Джонсон). Мы знаем, что он отвратителен, но виновен ли он в убийстве? Не трудно разгадать бульварный символизм жеребца „со слабостью к сладенькому“».

### Темы моральной вины, рока и паранойи в фильме
Киноведы обращают внимание на тему моральной вины фильме. Так, Джефф Майер и Брайан Макдоннелл в «Энциклопедии фильма нуар» пишут: «Перед самым оглашением вердикта присяжных Ларри убивают выстрелом в спину в тот момент, когда он пытается выбраться через окно в зале суда в неудачной попытке покончить жизнь самоубийством. Этот ироничный поворот воспроизводит одну из постоянных нуаровых тем моральной вины, которая почти всегда оказывается более значимой, чем криминальные преступления». Далее авторы пишут: «Рок, выступающий ключевым фактором во многих фильмах нуар, играет решающую роль и здесь. Когда Верна и Ларри снимают с себя грех преступления, отказываясь от возможности похищения денег Греты, и направляются в Рино, чтобы Ларри мог там оформить развод, Верна гибнет в автокатастрофе. В тот самый момент, когда Верна умирает, Грета совершает самоубийство на семейном ранчо во многих милях от этого места. Однако прежде чем Ларри узнает о смерти жены, он подтверждает мнение властей о том, что в автокатастрофе погибла Грета, а не Верна. Позднее, когда находят тело Греты, Ларри обвиняют в убийстве. Хотя он не виновен ни в каких серьёзных уголовных преступлениях, он не убивал ни Грету, ни Верну, он умирает, потому что пренебрёг моральными запретами общества. Его пассивное, нерешительное поведение адекватно его нетвёрдым моральным принципам, и ему не хватает понимания цели и стремления достичь её».
В своей книге «Фильм нуар и кино паранойи» киновед Уилер Уинстон Диксон пишет о фильме: "В параноидальном мире послевоенного фильма нуар даже невиновность не является защитой от ошибочного осуждения со стороны общества; действительно вся система правосудия поставлена под вопрос… Поразительно безотрадная картина фильма породила сразу после его выхода значительные разногласия, и, как отмечают кинокритики Ален Силвер и Элизабет Уорд, «популярность „Двойной страховки“ оказала пагубное влияние на американское кино, примером чего служит фильм „Мне не поверят“». На таком фоне неумолимого фатализма и отчаяния, нет никакой защиты. Человек либо капитулирует, либо его затягивает под колёса нового общественного порядка, где всё и вся находится под подозрением".

### Оценка работы режиссёра и творческой группы
По мнению Майера и Макдоннелла, «опытный нуаровый автор Джонатан Латимер написал для этого фильма свой лучший за 1940-е годы сценарий, умело введя в него многие ключевые элементы фильма нуар, в частности, главного персонажа с моральными изъянами, над которым доминирует его богатая жена». Батлер считает, что «Пичел поставил фильм с поразительным стилем, показав своё понимание и владение жанром. Фильм особенно рекомендуется энтузиастам нуара, которые устали от блокбастеров и ищут менее известные картины». Шварц отмечает, что «фильм поставлен Ирвингом Пичелом с искусным мастерством, которого он редко достигал». Шен полагает, что «бывший актёр Ирвинг Пичел добивается крепкой игры от сильного актёрского состава, включающего Риту Джонсон и Джейн Грир», далее добавляя, что «операторская работа Гарри Уайлда выполнена экспрессионистски, а живой сценарий Латимера эффектно заканчивается в духе Джеймса М. Кейна».

### Персонаж Роберта Янга
Майер и Макдоннел полагают, что «фильм выигрывает от участия в нём крепкого актёра студии студии „Метро-Голдвин-Майер“ Роберта Янга, который обычно играет располагающих к себе главных героев. На этот раз вопреки своему образу он исполняет роль слабовольного, эгоистичного Ларри, которому каким-то образом удаётся пленить трёх красивых женщин, которые влюбляются в него. Янг в роли приятного, но пассивного персонажа напоминает другого актёра этой студии, Фреда Макмюррея, также известного по легковесным ролям, который сыграл в „Двойной страховке“ Билли Уайлдера четырьмя годами ранее. Оба актёра создают у публики сходное ощущение моральной неоднозначности — публика хочет полюбить этих персонажей, но оба страдают серьёзными недостатками, а их внешний шарм только скрывает их отрицательные черты. Однако при этом они не являются традиционными экранными злодеями, а скорее обычными мужчинами, которые идут на преступление из-за жажды заполучить женщин, которые в итоге становятся причиной их падения».
Батлер считает, что «некоторые зрители могут быть обеспокоены тем, что главный персонаж является аморальным, эгоцентричным и алчным прохвостом, но другие могут посчитать его пороки довольно занятными, особенно для фильма той эпохи. Некоторые зададутся вопросом, что такого неотразимого женщины находят в Янге, которому не достаёт открытой сексуальности крутого парня и/или беспутного шарма многих ведущих актёров нуара, и тем не менее определённая загадочность намекает на то, что в постели Янг, скажем так, показывает свои скрытые глубины, которые цензоры того времени не позволили бы показать».
Кинокритик Эндрю Дикос в книге «Улица без названия» отмечает, что «фильм использует флешбэк для рассказа о жизни человека, который выносит себе оценку перед жюри присяжных. Ларри в роли „рокового мужчины“ вызывает неожиданную симпатию у зрителя именно потому, что каждое из его воспоминаний, описывающих его бессердечное и лживое поведение, показывает такое понимание ситуации, что мы наполовину ожидаем, что присяжные помилуют его».

### Оценка актёрской игры
По мнению Стаффорда, «самым интересным аспектом фильма, стало приглашение Роберта Янга на роль Ларри Баллентайна… В этом фильме Янг сыграл одного из худших подонков в истории кино. Обманщик, вор, трус и ещё хуже, у Баллентайна отсутствует понятие о морали, и тем не менее Янг делает его симпатичным, почти трагическим главным героем. Даже когда невероятное развитие сюжета угрожает опрокинуть и без того запутанную историю, игра Янга возвращает фильм в реальность; изображение им трёхкратного лузера, алчность и сексуальная нечистоплотность которого приводит к его уничтожению — одна из его лучших, наименее известных работ». Шен также считает, что Янгу, который «играет вопреки своему обычному образу, удаётся быть и противным и симпатичным одновременно». Батлер подчёркивает, что "Янг выдал исключительно сильную игру в нехарактерной для себя роли. Ему не уступает трио ведущих дам, особенно хороша Сьюзен Хейворд в качестве самой фатальной из этой группы. Стаффорд отмечает, что "Янгу умело помогают три выдающихся актрисы: Рита Джонсон в роли страдающей жены Греты, Сьюзен Хейворд в роли жадной до денег секретарши Верны и Джейн Грир в роли бывшей любовницы, подозревающей его в убийстве.
Шварц пишет: «Забавно наблюдать за Янгом, который ради разнообразия играет роль негодяя. Сьюзен Хейворд выдаёт крепкую игру в роли фемм фаталь. Джейн Грир хорошо контрастирует с Ритой Джонсон, где обе готовы пойти на всё, чтобы удержать своего мужчину. Главное достоинство Джейн — это её красота, а у Риты это одержимость любовью к персонажу Янга». Как пишет Стаффорд, «публика и критика в отношении Грир после выхода этого фильма была настолько позитивной, что студия выделила ей индивидуальную гримёрку и поставила её в пару к Роберту Митчему на фильм „Из прошлого“ (1947). Правда, в нём она вновь играла злодейку, но её игра в этой картине гарантировала ей экранное бессмертие — как одной из самых смертоносных роковых женщин фильмов нуар».